# معركة الأرواح (فلم)
معركة الأرواح (بالإنجليزية: Battle of the Souls) هو فيلم إثارة أوغندي خارق للطبيعة من إخراج مات بيش سنة 2007. عُرض الفيلم في مهرجان الفيلم الأفريقي الثامن والعشرين في فيرونا بإيطاليا. تلقى الفيلم 10 ترشيحات في جوائز الأكاديمية الأفريقية للأفلام الخامسة، وحصل في النهاية على جوائز أفضل تأثير بصري وأفضل ممثل مساعد.

## القصة
يفقد مراسل شاب (يُدعى ريان، يؤديه ماثيو نبويزو) صديقته ووظيفته في يوم واحد. ثم في إحدى الأمسيات بينما كان صُحبة رفاقه القدامى، صادف حقيبة مليئة بالنقود تعود إلى سيد غامض في عالم الجريمة. يبدأ الجشع والصراع على حيازة الأموال في تآكل صداقتهم. يوافق رايان، المكتئب وفي وضع ضعيف، على الانضمام إلى منظمة لورد العالم السفلي، التي تُضحي بالبشر مقابل الثروة والجمال.

## الممثلون
- ماثيو نبويزو في دور ريان
- مويتا أثناس
- مايك درامان في دور إريك
- جويل أوكيو في دور ويكليف
- أغنيس كيبيرونجي
- نانسي كارانجا
- نيي أولابي

## الإصدار
صدر الفيلم في دور السينما في 29 أبريل 2007 وعُرض على قنوات محلية مثل (NTV). تصل مدة الفيلم حوالي 105 دقيقة.

## الاستقبال
صدر الفيلم خلال فترة كان الأوغنديون يسمعون فيها الكثير من القصص عن أناس يذهبون إلى العالم السفلي ("تحت الماء") للحصول على الثروة، وبالتالي كانت لديهم قصة مقنعة. بدأ مات بيش في كتابة الفيلم في عام 2003 بعد أن وُلد روجر موغيشا، الفيلم يتحدث عن كيف ينجذب الناس إلى العالم السفلي للعمل في العالم المظلم والشرير.

## روابط خارجية
- مقالات تستعمل روابط فنية بلا صلة مع ويكي بيانات